# École supérieure des ingénieurs géomètres et topographes
L'École supérieure des ingénieurs géomètres et topographes (ESGT) est une école d'ingénieurs rattachée directement au Conservatoire national des arts et métiers (CNAM).
La CTI (commission des titres d'ingénieur) autorise l'École à délivrer le diplôme d'ingénieur en qualité de formation interne au CNAM, spécialité géomètre et topographe.
L'Ordre des géomètres-experts (OGE) reconnaît le diplôme de l'École comme l'un des 3 diplômes d'ingénieur permettant l'accès à la profession - réglementée - de géomètre-expert.
L'école est située sur le campus du Mans (Sarthe), 1 boulevard Pythagore.

## Origine et évolutions
Créée en 1946 pour assurer la formation initiale des futurs géomètres-experts, l'école s'est progressivement tournée vers un public plus vaste formé par toutes les professions qui de près ou de loin ont à voir avec la topographie certes, mais aussi avec la cartographie, l'urbanisme, l'aménagement du territoire, le génie civil, le domaine foncier, etc.
À l'origine, en 1946, l'École était située dans les locaux du CNAM à Paris. En 1978, elle déménage à Évry (Essonne). 
Le 19 mai 1992, l'École devient un Institut autonome au sein du CNAM pouvant délivrer le diplôme d'ingénieur.
Jusqu'en 1993, l'École a formé en moyenne 35 élèves par an, au cours d'une scolarité de trois années. À la suite d'une étude de besoins très poussée, un réaménagement complet des formations de Géomètre-topographe organisées par le CNAM a été étudié, ce qui a conduit en particulier à diversifier le recrutement de l'ESGT en direction des classes préparatoires scientifiques et à augmenter considérablement l'effectif des élèves, pour atteindre environ 80 étudiants par promotion. L'école a alors besoin de nouveaux locaux pour s'agrandir.
Le CIADT décide en 1995 de délocaliser l'école au Mans. L'école prend possession de ses nouveaux locaux en 1997.

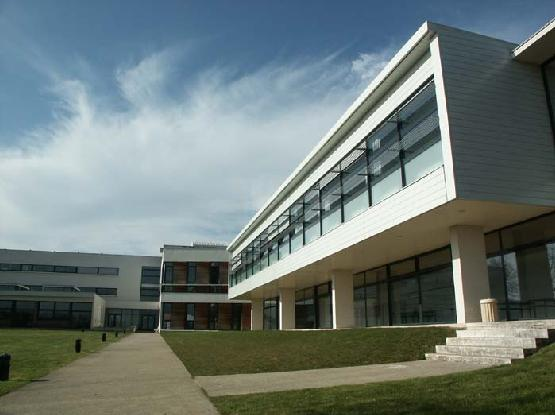
les locaux de l'ESGT

En septembre 1997 a lieu la première rentrée dans les locaux du Mans.

## Formations

### Recrutement
Les élèves ingénieurs sont recrutés dans trois filières différentes :
- les titulaires d'un BTS géomètre-topographe (par concours et entretien) ;
- les élèves sortant de classe préparatoire maths sup-math spé (concours e3a-Polytech et G2E[6]) ;
- directement après une Terminale à dominante scientifique (concours Geipi-Polytech), et admission dans le cycle préparatoire de 2 ans.

### Enseignements
La formation est pluridisciplinaire et comporte cinq grands secteurs: les matières de culture générale (mathématiques, physique, informatique français et anglais), les matières à dominante "juridique" (foncier, expertise), à dominante "économique", à dominante "aménagement du territoire" et à dominante "techniques topographiques et géomatique". Cette formation permet à l'ingénieur ESGT d'être polyvalent, avec une compétence comme géomètre - spécialiste du foncier et de la mesure topographique - ainsi que dans les bureaux d'études et d'aménagement.
- La première année est consacrée aux enseignements de base.

- La seconde année est consacrée aux enseignements théoriques et pratiques relatifs aux techniques de la topographie, à l'étude du droit foncier, des matières liées à l'économie et à l'étude de l'environnement. Depuis la réforme de 2022-2023, les ingénieurs en seconde année (IG4) réalisent un stage de 16 semaines en entreprise dénommé MLP (Mission Longue Professionnalisante), qui donne à certains étudiants une première expérience du monde du travail et permet à tous d'avoir une première expérience à petite échelle sur le travail à effectué lors du TFE en dernière année. Ce stage remplace les anciens stages complémentaires réalisés sur la période de juillet-août en fin de 1re et de 2e année.

- En troisième année, le 1er semestre est réservé à des approfondissements : les étudiants choisissent "à la carte" parmi plusieurs matières se rapportant à la fois au foncier et à la géomatique. Ensuite, de février à juin ils réalisent un travail de recherche en entreprise qui se conclut par une soutenance devant un jury.

Des stages complémentaires en entreprise sont réalisés en fin de 1re et de 2e année, d'une durée de deux mois.
La plupart des enseignements techniques sont assurés par des enseignants vacataires, qui travaillent dans des entreprises, et non par des professeurs permanents. 

### L’ESGT et la formation continue
L’École propose plusieurs cycles de spécialisation dans les domaines fonciers et photogrammétriques en collaboration avec d’autres écoles d’ingénieurs (ENSG, INSA Strasbourg, ESTP).

### Débouchés
L’ESGT est actuellement la formation française prépondérante conduisant aux métiers de la topographie, de la géomatique, des domaines foncier et immobilier, de l’aménagement du territoire.
Environ 60 % des anciens élèves deviennent géomètre-expert. L'ingénieur diplômé de l'ESGT, après quelques stages professionnels complémentaires, peut s'inscrire à l'Ordre des géomètres-experts. Il devient alors un spécialiste de la propriété foncière et de la mesure topographique. Cette profession libérale permet d'accéder à des rémunérations élevées, avec en pratique une grande indépendance.
L’ingénieur ESGT peut également devenir un professionnel actif dans l’environnement, l’aménagement et l’urbanisme. Il peut s’engager au service des collectivités locales ou territoriales, des services de l'Etat, ou des entreprises publiques (EDF, SNCF, RATP, etc.) qui ont besoin de spécialistes en systèmes d'information géographique (SIG). Il peut enfin travailler au sein d’une entreprise de travaux publics, de génie civil, d’un bureau d’étude d’informatique, de photogrammétrie, ou de cartographie.
sources : Union des ingénieurs ESGT

## Les recherches à l'École
En 2007, le Laboratoire de géodésie et géomatique (L2G) de l'école est labellisé en tant que Jeune Équipe du ministère de l'Enseignement supérieur et de la Recherche. À la suite de réorganisations, ce laboratoire s'agrandit et devient le laboratoire géomatique et foncier, labellisé par le ministère de l'Enseignement supérieur et de la Recherche. Ce laboratoire a été évalué en 2018 par le Haut Conseil de l'évaluation de la recherche et de l'enseignement supérieur (Hcéres) et comptait 24 permanents au 1/1/2019

## Directeurs
- 1946-1965 : Raymond Martin (Ingénieur-Docteur, décédé en 1972)
- 1965-1970 : Henri Vatan
- 1970-1979 : Frédéric Courtel (Ing.TGE, décédé en 1979)
- 1979-1981 : Jean-Michel Amadieu (intérim)
- 1981-1988 : Pierre-Marie Gery (professeur CNAM)
- 1988-1991 : Francis Kern
- 1991-1999 : Michel Kasser
- 1999-2004 : Claude Rousselot
- 2004-2007 : Frank Jung
- 2007-2016 : Laurent Polidori
- 2016-2025 : Laurent Morel
- depuis 2025 : Stéphane Durant